# Winkelmann
Winkelmann er et efternavn, der kommer fra ordet winkel - en som bor på et hjørne eller har en butik på et hjørne - og mann - som er tysk for mand.
Navnet findes også i varianterne Winckelmann, Winkelman  og Winckelman. I 2017 er cirka 150, der bærer et af disse navne i Danmark.

## Kendte personer med navnet
- Barbara Winckelmann (1920-2009), finlandssvensk forfatter.
- Christian Herman Winkelmann (1883-1946), amerikansk romersk-katolsk biskop.
- Eduard Winkelmann (1838–1896), tysk historiker.
- Henri Winkelman (1876-1952), hollandsk general.
- Hermann Winkelmann (1849–1912), tysk sanger.
- Johann Joachim Winckelmann (1717-1768), tysk kunsthistoriker og arkæolog.
- Johann Just Winkelmann (1620–1699), tysk historiker og forfatter.
- Stephan Winkelmann (født 1964), tysk forretningsmand, præsident for Lamborghini.